# Lijst van steden in Vlaanderen
Deze alfabetische lijst bevat de 66 Belgische steden in het Vlaams Gewest. Een stad in België is een gemeente die bij Koninklijk Besluit, bij wet of bij decreet de stadstitel draagt.

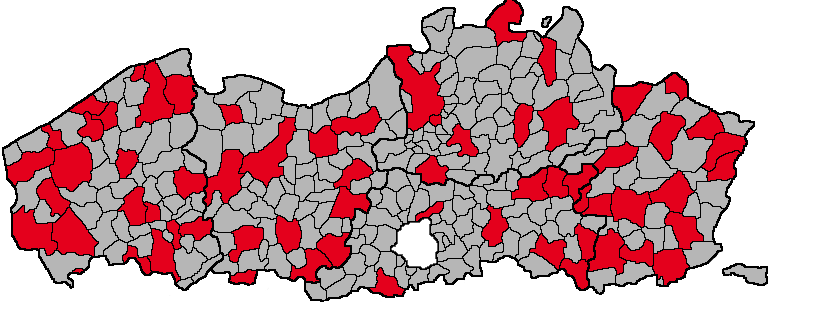
overzicht van alle 66 steden in Vlaanderen

| Gemeente              | Status / urbanisatiegraad      | Provincie       | Opper- vlakte (km²) | Aantal inwoners (01/01/2023) | Deelgemeenten | Bestuur                                                |
| --------------------- | ------------------------------ | --------------- | ------------------- | ---------------------------- | --- | ------------------------------------------------------ |
| Aalst                 | centrumstad                    | Oost-Vlaanderen | 78,12               | 90.068                       | Aalst, Gijzegem, Hofstade, Baardegem, Herdersem, Meldert, Moorsel, Erembodegem, Nieuwerkerken | N-VA, CD&V,Open Vld                                    |
| Aarschot              | kleine stad                    | Vlaams-Brabant  | 62,52               | 30.854                       | Aarschot, Gelrode, Langdorp, Rillaar | Open Vld, N-VA, Vooruit                                |
| Antwerpen             | grootstad                      | Antwerpen       | 204,51              | 538.910                      | Antwerpen, Berendrecht-Zandvliet-Lillo, Deurne, Borgerhout, Merksem, Ekeren, Berchem, Hoboken, Wilrijk                                                                                               | N-VA, Vooruit, Open Vld                                |
| Beringen              | stad                           | Limburg         | 78,30               | 47.896                       | Beringen, Beverlo, Koersel, Paal | CD&V, NVA, VOLUIT (Open Vld)                           |
| Bilzen                | kleine stad                    | Limburg         | 75,90               | 32.644                       | Bilzen, Beverst, Eigenbilzen, Grote-Spouwen, Hees, Kleine-Spouwen, Mopertingen, Munsterbilzen, Rijkhoven, Rosmeer, Waltwilder, Martenslinde, Hoelbeek                                                | Trots op Bilzen (CD&V), Beter Bilzen (Open Vld)        |
| Blankenberge          | kuststad                       | West-Vlaanderen | 17,41               | 20.511                       | Blankenberge, Uitkerke | N-VA, Vooruit,CD&V                                     |
| Borgloon              | landelijke stad                | Limburg         | 51,12               | 11.455                       | Borgloon, Bommershoven, Broekom, Gors-Opleeuw, Gotem, Groot-Loon, Hendrieken, Hoepertingen, Jesseren, Kerniel, Kuttekoven, Rijkel, Voort                                                             | Open Vld-Stroop, Vooruit                               |
| Bree                  | kleine stad met centrumfunctie | Limburg         | 64,96               | 16.695                       | Beek, Bree, Gerdingen, Opitter, Tongerlo | CD&V, N-VA                                             |
| Brugge                | centrumstad                    | West-Vlaanderen | 138,40              | 119.541                      | Brugge, Koolkerke, Sint-Andries, Sint-Michiels, Assebroek, Sint-Kruis, Dudzele, Lissewege | CD&V, Vooruit, Open Vld                                |
| Damme                 | landelijke stad                | West-Vlaanderen | 89,52               | 11.146                       | Damme, Hoeke, Lapscheure, Moerkerke, Oostkerke, Sijsele | CD&V                                                   |
| Deinze                | kleine stad met centrumfunctie | Oost-Vlaanderen | 128,03              | 44.930                       | Deinze, Petegem-aan-de-Leie, Astene, Bachte-Maria-Leerne, Sint-Martens-Leerne, Meigem, Zeveren, Vinkt, Wontergem, Grammene, Gottem, Nevele, Hansbeke, Landegem, Merendree, Poesele, Vosselare        | CD&V, Open Deinze (Open Vld)                           |
| Dendermonde           | kleine stad met centrumfunctie | Oost-Vlaanderen | 55,67               | 46.916                       | Dendermonde, Appels, Baasrode, Grembergen, Mespelare, Oudegem, Schoonaarde, Sint-Gillis-bij-Dendermonde                                                                                              | CD&V, N-VA                                             |
| Diest                 | kleine stad met centrumfunctie | Vlaams-Brabant  | 58,20               | 24.677                       | Diest, Deurne, Kaggevinne, Molenstede, Schaffen, Webbekom | DDS (CD&V), Open Diest (Open Vld)                      |
| Diksmuide             | kleine stad met centrumfunctie | West-Vlaanderen | 149,40              | 17.174                       | Diksmuide, Beerst, Esen, Kaaskerke, Keiem, Lampernisse, Leke, Nieuwkapelle, Oostkerke, Oudekapelle, Pervijze, Sint-Jacobskapelle, Stuivekenskerke, Vladslo, Woumen                                   | CD&V, Idee Diksmuide (Open Vld)                        |
| Dilsen-Stokkem        | kleine woonstad                | Limburg         | 65,61               | 21.305                       | Dilsen, Elen, Lanklaar, Rotem, Stokkem | Open Vld, Vooruit 2018                                 |
| Eeklo                 | kleine stad met centrumfunctie | Oost-Vlaanderen | 30,05               | 22.140                       | Eeklo | SMS Eeklo, Open VLD, Groen                             |
| Geel                  | kleine stad met centrumfunctie | Antwerpen       | 109,85              | 41.828                       | Geel | N-VA, CD&V                                             |
| Genk                  | centrumstad                    | Limburg         | 87,85               | 67.573                       | Genk | CD&V, Pro Genk (Vooruit & Groen)                       |
| Gent                  | grootstad                      | Oost-Vlaanderen | 156,18              | 268.122                      | Gent, Mariakerke, Drongen, Wondelgem, Sint-Amandsberg, Oostakker, Desteldonk, Mendonk, Sint-Kruis-Winkel, Gentbrugge, Ledeberg, Afsnee, Sint-Denijs-Westrem, Zwijnaarde                              | Vooruit-Groen, Open Vld, CD&V                          |
| Geraardsbergen        | kleine stad                    | Oost-Vlaanderen | 79,71               | 34.724                       | Geraardsbergen, Goeferdinge, Moerbeke, Nederboelare, Onkerzele, Ophasselt, Overboelare, Viane, Zarlardinge, Grimminge, Idegem, Nieuwenhove, Schendelbeke, Smeerebbe-Vloerzegem, Waarbeke, Zandbergen | Open VLD, CD&V                                         |
| Gistel                | landelijke stad                | West-Vlaanderen | 42,25               | 12.265                       | Gistel, Moere, Snaaskerke, Zevekote | Open VLD, N-VA, Vooruit                                |
| Halen                 | kleine woonstad                | Limburg         | 36,29               | 9.557                        | Halen, Loksbergen, Zelem | CD&V                                                   |
| Halle                 | stad in de stadsrand           | Vlaams-Brabant  | 44,40               | 42.047                       | Halle, Buizingen, Lembeek | CD&V, Vooruit, Groen                                   |
| Hamont-Achel          | landelijke stad                | Limburg         | 43,66               | 14.458                       | Achel, Hamont | PRO Hamont-Achel, N-VA                                 |
| Harelbeke             | kleine stad met centrumfunctie | West-Vlaanderen | 29,14               | 29.574                       | Harelbeke, Bavikhove, Hulste | Vooruit-Groen, CD&V                                    |
| Hasselt               | centrumstad                    | Limburg         | 102,24              | 80.351                       | Hasselt, Sint-Lambrechts-Herk, Wimmertingen, Kermt, Spalbeek, Kuringen, Stokrooie, Stevoort | N-VA, RoodGroen+ (Vooruit & Groen) , Open Vld          |
| Herentals             | kleine stad met centrumfunctie | Antwerpen       | 48,56               | 28.575                       | Herentals, Noorderwijk, Morkhoven | N-VA, CD&V                                             |
| Herk-de-Stad          | kleine woonstad                | Limburg         | 42,83               | 12.817                       | Herk-de-Stad, Berbroek, Donk, Schulen | Vooruit, Open Vld, CD&V                                |
| Hoogstraten           | kleine stad met centrumfunctie | Antwerpen       | 105,32              | 22.245                       | Hoogstraten, Meer, Minderhout, Wortel, Meerle | Hoogstraten Leeft (Open Vld), N-VA                     |
| Ieper                 | kleine stad met centrumfunctie | West-Vlaanderen | 130,61              | 35.387                       | Ieper, Brielen, Dikkebus, Sint-Jan, Hollebeke, Voormezele, Zillebeke, Boezinge, Zuidschote, Elverdinge, Vlamertinge                                                                                  | Open Ieper (Open Vld), Vooruit, N-VA                   |
| Izegem                | kleine stad met centrumfunctie | West-Vlaanderen | 25,48               | 29.013                       | Izegem, Emelgem, Kachtem | N-VA, CD&V                                             |
| Kortrijk              | centrumstad                    | West-Vlaanderen | 80,02               | 78.944                       | Kortrijk, Bissegem, Heule, Bellegem, Kooigem, Marke, Rollegem, Aalbeke | Team Burgemeester (Open Vld), N-VA, Vooruit            |
| Landen                | kleine woonstad                | Vlaams-Brabant  | 54,05               | 16.284                       | Landen, Eliksem, Ezemaal, Laar, Neerwinden, Overwinden, Rumsdorp, Wange, Waasmont, Walsbets, Walshoutem, Wezeren, Attenhoven, Neerlanden                                                             | CD&V, L'anders (Vooruit)                               |
| Leuven                | centrumstad                    | Vlaams-Brabant  | 56,63               | 103.009                      | Leuven, Heverlee, Kessel-Lo, Wilsele, Wijgmaal | Vooruit, Groen, CD&V                                   |
| Lier                  | kleine stad met centrumfunctie | Antwerpen       | 49,70               | 37.909                       | Lier, Koningshooikt | N-VA, Open Vld                                         |
| Lokeren               | kleine stad met centrumfunctie | Oost-Vlaanderen | 67,50               | 43.064                       | Lokeren, Daknam, Eksaarde | Open Vld, CD&V                                         |
| Lommel                | kleine stad met centrumfunctie | Limburg         | 102,37              | 34.826                       | Lommel | CD&V, NVA                                              |
| Lo-Reninge            | landbouwgemeente / -stad       | West-Vlaanderen | 62,94               | 3.237                        | Lo, Noordschote, Pollinkhove, Reninge | Dynamisch (CD&V)                                       |
| Maaseik               | kleine stad                    | Limburg         | 76,94               | 25.737                       | Maaseik, Neeroeteren, Opoeteren | Open VLD, PRO3680 (Vooruit), N-VA                      |
| Mechelen              | centrumstad                    | Antwerpen       | 65,19               | 88.614                       | Mechelen, Walem, Heffen, Hombeek, Leest, Muizen | Open Vld-Groen-M+                                      |
| Menen                 | kleine stad                    | West-Vlaanderen | 33,07               | 34.322                       | Menen, Lauwe, Rekkem | Open Vld, N-VA, Vooruit                                |
| Mesen                 | kleine woonstad                | West-Vlaanderen | 3,58                | 1.074                        | Mesen | MLM (Open Vld)                                         |
| Mortsel               | stad in stadsrand              | Antwerpen       | 7,78                | 26.391                       | Mortsel | N-VA, Vooruit, Open Vld                                |
| Nieuwpoort            | kuststad                       | West-Vlaanderen | 31,00               | 11.493                       | Nieuwpoort, Ramskapelle, Sint-Joris | CD&V                                                   |
| Ninove                | kleine stad                    | Oost-Vlaanderen | 72,57               | 40.093                       | Ninove, Appelterre-Eichem, Denderwindeke, Lieferinge, Nederhasselt, Okegem, Voorde, Pollare, Meerbeke, Neigem, Aspelare, Outer                                                                       | Open Vld, Samen (CD&V, Groen & Vooruit), Onafhankelijk |
| Oostende              | centrumstad                    | West-Vlaanderen | 37,72               | 72.175                       | Oostende, Stene, Zandvoorde | Open Vld, N-VA, Groen, CD&V                            |
| Oudenaarde            | kleine stad met centrumfunctie | Oost-Vlaanderen | 68,06               | 32.482                       | Oudenaarde, Bevere, Edelare, Eine, Ename, Heurne, Leupegem, Mater, Melden, Mullem, Nederename, Volkegem, Welden                                                                                      | Open Vld, CD&V                                         |
| Oudenburg             | landelijke stad                | West-Vlaanderen | 35,38               | 9.911                        | Oudenburg, Ettelgem, Roksem, Westkerke | Open Vld, Vooruit, N-VA                                |
| Peer                  | landelijke stad                | Limburg         | 86,95               | 16.534                       | Peer, Grote-Brogel, Kleine-Brogel, Wijchmaal | CD&V                                                   |
| Poperinge             | kleine stad met centrumfunctie | West-Vlaanderen | 119,33              | 19.947                       | Poperinge, Reningelst, Krombeke, Proven, Roesbrugge-Haringe, Watou | CD&V, Samen                                            |
| Roeselare             | centrumstad                    | West-Vlaanderen | 59,79               | 65.468                       | Roeselare, Beveren, Oekene, Rumbeke | CD&V, Vooruit, Open Vld                                |
| Ronse                 | kleine stad                    | Oost-Vlaanderen | 34,48               | 27.075                       | Ronse | CD&V, N-VA                                             |
| Scherpenheuvel-Zichem | kleine woonstad                | Vlaams-Brabant  | 50,50               | 23.705                       | Scherpenheuvel, Averbode, Zichem, Messelbroek, Testelt | CD&V, Open Vld                                         |
| Sint-Niklaas          | centrumstad                    | Oost-Vlaanderen | 83,80               | 81.138                       | Sint-Niklaas, Nieuwkerken-Waas, Belsele, Sinaai | N-VA, Groen, Open Vld                                  |
| Sint-Truiden          | kleine stad met centrumfunctie | Limburg         | 106,90              | 41.353                       | Sint-Truiden, Aalst, Brustem, Engelmanshoven, Gelinden, Groot-Gelmen, Halmaal, Kerkom-bij-Sint-Truiden, Ordingen, Zepperen, Duras, Gorsem, Runkelen, Wilderen, Velm                                  | CD&V, Open VLD, N-VA                                   |
| Tielt                 | kleine stad met centrumfunctie | West-Vlaanderen | 68,50               | 20.701                       | Tielt, Aarsele, Kanegem, Schuiferskapelle | CD&V, Iedereen Tielt, Groen                            |
| Tienen                | kleine stad met centrumfunctie | Vlaams-Brabant  | 71,77               | 36.282                       | Tienen, Bost, Goetsenhoven, Hakendover, Kumtich, Oorbeek, Oplinter, Sint-Margriete-Houtem, Vissenaken                                                                                                | CD&V, N-VA, Open Vld, Groen                            |
| Tongeren              | kleine stad                    | Limburg         | 87,56               | 31.915                       | Tongeren, Berg, Diets-Heur, Henis, 's Herenelderen, Koninksem, Lauw, Mal, Neerrepen, Nerem, Overrepen, Piringen, Riksingen, Rutten, Sluizen, Vreren, Widooie                                         | Tongeren.nu (CD&V & Open Vld), Vooruit                 |
| Torhout               | kleine stad                    | West-Vlaanderen | 45,23               | 20.782                       | Torhout | CD&V, Vooruit                                          |
| Turnhout              | centrumstad                    | Antwerpen       | 56,06               | 46.923                       | Turnhout | N-VA, CD&V, Vooruit, Groen                             |
| Veurne                | kleine stad met centrumfunctie | West-Vlaanderen | 96,34               | 12.419                       | Veurne, Avekapelle, Booitshoeke, Bulskamp, De Moeren, Eggewaartskapelle, Houtem, Steenkerke, Vinkem, Wulveringem, Zoutenaaie                                                                         | CD&V, Veurne Plus (Vooruit)                            |
| Vilvoorde             | stad in stadsrand              | Vlaams-Brabant  | 21,48               | 46.993                       | Vilvoorde, Peutie | Vooruit, Open Vld, CD&V, Groen                         |
| Waregem               | kleine stad met centrumfunctie | West-Vlaanderen | 44,34               | 39.488                       | Waregem, Beveren, Desselgem, Sint-Eloois-Vijve | CD&V                                                   |
| Wervik                | kleine woonstad                | West-Vlaanderen | 43,61               | 19.190                       | Wervik, Geluwe | Vooruit, N-VA, Open Vld                                |
| Zottegem              | kleine stad                    | Oost-Vlaanderen | 56,66               | 27.677                       | Zottegem, Elene, Erwetegem, Godveerdegem, Grotenberge, Leeuwergem, Sint-Goriks-Oudenhove, Strijpen, Velzeke-Ruddershove, Oombergen, Sint-Maria-Oudenhove                                             | CD&V, N-VA                                             |
| Zoutleeuw             | kleine woonstad                | Vlaams-Brabant  | 46,73               | 8.668                        | Zoutleeuw, Budingen, Dormaal, Halle-Booienhoven, Helen-Bos | CD&V                                                   |